# اوزان اسکندری
اوزان اسکندری، روستایی است از توابع بخش مرکزی شهرستان ارومیه و در شهرستان ارومیه استان آذربایجان غربی ایران. از خانواده‌های بزرگ این روستا می‌توان به بخشی و تقی پور اشاره کرد.
روستای (اوزان) در آذربایجان غربی شهرستان ارومیه در محال باراندوز قرار دارد. این روستا همجوار روستای ترکمان (۱۵ کیلومتری جاده سنتو) واقع شده‌است که تعداد ساکنین آن به دلیل مهاجرت به شهر ارومیه کم است به همین دلیل این اسم کمتر شنیده شده‌است.
دین و مذهب این روستا مسلمان و شیعه می‌باشد.
در قدیم این روستا به نام *اوزان اسکندری* یا *اوزان قلعه* نیز شناخته می‌شده.

## جمعیت
این روستا در دهستان ترکمان قرار داشته و بر اساس سرشماری سال ۱۳۸۵ جمعیت آن ۳۳۳ نفر (۸۳ خانوار)
بوده‌است.